# Aeroporto di Belo Horizonte-Pampulha
Laeroporto di Belo Horizonte/Pampulha-Carlos Drummond de Andrade (in portoghese Aeroporto de Belo Horizonte/Pampulha - Carlos Drummond de Andrade) è un aeroporto brasiliano che serve Belo Horizonte, la capitale dello stato di Minas Gerais. Sorge nel quartiere di Pampulha, a 8,3 km a nord del centro della città. Dal 16 dicembre 2004 è intitolato al poeta Carlos Drummond de Andrade.

## Storia
L'aeroporto è stato inaugurato il 3 marzo 1933 come struttura di supporto per i voli passeggeri operati dalla Forza Aerea brasiliana tra Rio de Janeiro e Fortaleza. Le prime operazioni commerciali iniziarono nel 1936, quando Panair do Brasil ottenne una concessione per volare tra Rio de Janeiro e Belo Horizonte. [Citazione necessaria]
Nel 1943 la pista fu allungata a 1.500 m x 45 m, nel 1953 a 1.700 m e infine nel 1961 a 2.505 m.
Con il grande aumento del traffico all'aeroporto di Pampulha, la struttura divenne troppo piccola e incapace di gestire tutte le operazioni. Per questo motivo è stato costruito il nuovo Aeroporto Internazionale Tancredo Neves nel vicino comune di Confins. La nuova infrastruttura è stata inaugurata nel 1984.
A causa della lunga distanza tra Belo Horizonte e Confins, la maggior parte delle compagnie aeree continuò a volare su Pampulha finì così per diventare sovraffollato, mentre Confins era sottoutilizzato. Per invertire questo scenario, nel marzo 2005 il governo dello Stato di Minas Gerais, con il supporto di agenzie del governo federale, ha deciso di limitare Pampulha alle operazioni di aeromobili con capacità fino a 50 passeggeri. Nei mesi successivi, la maggior parte delle operazioni è stata costretta a spostarsi a Confins e Pampulha ha acquisito una nuova vocazione come hub per i voli regionali e l'aviazione privata.
Il 31 agosto 2009, Infraero ha presentato un piano di investimenti da 8,4 milioni di BLR per ammodernare l'aeroporto di Pampulha in vista dei preparativi per la Coppa del Mondo 2014, che si è svolta in Brasile e di cui Belo Horizonte è stata una delle città ospitanti. L'investimento è stato utilizzato per costruire una nuova torre di controllo, migliorare gli hangar dell'aviazione generale e ampliare il piazzale.
Tra il 1973 e il 2020, l'aeroporto è stato gestito da Infraero. Il 17 giugno 2020, il governo federale ha firmato un accordo per trasferire l'amministrazione dell'aeroporto da Infraero al governo dello Stato di Minas Gerais. Il periodo di transizione si è concluso il 31 dicembre 2020.
Il 5 ottobre 2021, CCR si è aggiudicata una concessione trentennale per la gestione dell'aeroporto.

### Incidenti
- 31 maggio 1954: un Douglas DC-3/C-47A-80-DL della Transportes Aéreos Nacional, immatricolato PP-ANO, in rotta da Governador Valadares a Belo Horizonte-Pampulha, uscì dalla rotta e colpì la catena montuosa del Cipó in condizioni di nuvolosità. Tutti i 19 passeggeri e l'equipaggio sono morti[4].
- 20 aprile 2021: un Learjet 35A della Electric Power Construção si schianta in fase di atterraggio dopo un volo di prova. L'aereo ha avuto un'escursione in pista, rompendo una recinzione perimetrale. Uno dei due piloti è morto e altri due occupanti sono rimasti feriti.